# Ratolí marsupial pigallat
El ratolí marsupial pigallat (Parantechinus apicalis) és un marsupial de l'ordre dels dasiüromorfs originari del sud-oest d'Austràlia. Fa uns 10-16 cm de llarg, amb una cua de 7,5-12 cm; i pesa 40-125 g. Té una forta mandíbula i grans dents incisives per matar preses, com ara petits vertebrats, com per exemple ratolins, ocells i sargantanes, així com insectes i altres vertebrats. Aquesta espècie cria entre març i abril. Es tracta d'una espècie solitària i principalment nocturna.